# 武爾坎 (胡內多阿拉縣)
武爾坎是羅馬尼亞的城市，位於該國西部，距離首府德瓦62公里，由胡內多阿拉縣負責管轄，面積87.31平方公里，海拔高度602米，2009年人口28,478，大多數居民信奉東正教。

## 外部連結
- Jiu Valley Portal （页面存档备份，存于） - the regional portal host of the official Jiu Valley municipal websites